# Bernex (Svájc)
Bernex település Svájcban, Genf kantonban. Lakosainak száma 10 233 fő (2018. december 31.). Genf városának agglomerációjába sorolható.

## Népesség
A település népességének változása az elmúlt években:
| Lakosok száma | 10 007 | 10 233 | 10 919 |
|               | 2017   | 2018   | 2023   |

Történelmi viszonylatban: